# Книга писем
Книга писем или Книга посланий (арм. Գիրք թղթոց) — армянский сборник церковно-религиозных документов VII века. Включает подлинную переписку церковных деятелей Армении, Грузии, Ирана и т. д.
Предполагается, что основную часть сборника составил католикос Комитас I Ахцеци (615—628). "Книга писем" состоит из
98 документов (писем), которые хронологически охватывают период V—XIII веков. Древнейший документ — письмо Константинопольского архиепископа Прокла к Сааку Партеву. Составление сборника было обусловлено борьбой армянской церкви против халкидонизма. «Книга писем» является важным историческим источником выявления истории Армянской церкви эпохи раннего средневековья. Материалы сборника содержат важную информацию также о других странах Закавказья — Грузии и Кавказской Албании, ценные данные о социальной терминологии времени.
Один из ранних копии рукописи «Книги писем» сделана в 1298 году священником по имени Товма Хромклаеци в Сисе, столице Киликийской Армении. Копия Товмы частично взята из более раннего списка 1077 года.